# 相片馬賽克

以維基媒體基金會的標誌展示相片馬賽克砌畫

相片馬賽克（Photomosaic），是一種影像處理的藝術技巧，利用這個方式做出來的圖片，近看時是由許多張小照片合在一起的，但遠看時，每張照片透過光影和色彩的微調，組成了一張大圖的基本像素，就叫做相片馬賽克技巧。最先是由一个美国大学生發明的，但当时限于计算机性能，无法大量应用。目前這個技巧幾乎全部是用電腦軟體做成的，第一次大量出現可能是在電影海報《楚門的世界》（The Truman Show）當中。
Photomosaic目前已被Runaway Technology, Inc.註冊為商標，所以英語中也常常改用「Photographic mosaic」來表示。

## 外部連結
- 《楚門的世界》電影海報 （页面存档备份，存于）

### 製作軟體
- Easy Mosaic （页面存档备份，存于）
- collager.ai （页面存档备份，存于）
- 相片馬賽克畫廊 （页面存档备份，存于）
- andreamosaic （页面存档备份，存于）